# Mariano Pavone
Hugo Mariano Pavone (Tres Sargentos, 27 maggio 1982) è un allenatore di calcio ed ex calciatore argentino, di ruolo attaccante, vice allenatore del Quilmes.

## Biografia
È fratello dei calciatori Gonzalo Norberto Pavone e Tomás Ezequiel Pavone.

## Caratteristiche tecniche
Punta centrale, poteva essere impiegato anche nel ruolo di seconda punta.

## Carriera

### Giocatore

#### Club
Cresciuto nelle file di Boca Juniors ed Estudiantes (LP), ha debuttato tra i professionisti nel 2000 con l'Estudiantes (LP). Ha militato nelle file del club biancorosso per sette anni. Durante l'esperienza con l'Estudiantes si è laureato capocannoniere del Torneo Clausura della Primera División 2004-2005 (con 16 reti) e capocannoniere della Coppa Libertadores 2006 (con 5 reti). Nel giugno 2007 si è trasferito al Betis, che ha pagato 6 milioni e 800 mila euro per il suo cartellino. Nelle tre stagioni in Spagna ha totalizzato 82 presenze e 19 reti. Il 23 luglio 2010 si è trasferito in prestito al River Plate. Il 2 marzo 2011 ha rescisso il proprio contratto con il Betis, rimanendo in prestito al River Plate. In questa stagione, conclusasi con la retrocessione del River Plate in Primera B Nacional dopo lo spareggio contro il Belgrano, Pavone ha totalizzato 34 presenze e 10 reti. Il 5 agosto 2011 è stato ufficializzato il suo trasferimento al Lanús. Il 27 giugno 2012 si è trasferito al Cruz Azul. Ha militato nelle file del club messicano per due stagioni e mezzo, totalizzando 41 reti in 103 presenze. Il 13 gennaio 2015 si è trasferito al Vélez Sarsfield. Il 23 giugno 2015 è stato ufficializzato il suo trasferimento al Racing Club. Dopo una prima parte di stagione al Racing, il 4 gennaio 2016 è tornato al Vélez Sarsfield. Il 1º luglio 2017 è stato ufficializzato il suo ritorno all'Estudiantes (LP), club in cui aveva militato nei primi anni della propria carriera. Il 26 giugno 2019 è passato al Defensor Sporting. Nel gennaio 2020 si è trasferito al Quilmes, con cui ha terminato la propria carriera da calciatore nel 2023.

#### Nazionale
Ha debuttato in Nazionale maggiore il 18 aprile 2007, nell'amichevole Argentina-Cile (0-0).

### Allenatore
Terminata la carriera da calciatore, il 15 settembre 2023 è diventato vice allenatore del Quilmes.

## Statistiche

### Presenze e reti nei club
| Stagione           | Squadra            | Campionato         | Campionato | Campionato | Coppe nazionali | Coppe nazionali | Coppe nazionali | Coppe continentali | Coppe continentali | Coppe continentali | Altre coppe | Altre coppe | Altre coppe | Totale | Totale | Totale |
| Stagione           | Squadra            | Comp               | Pres       | Reti       | Comp            | Pres            | Reti            | Comp               | Pres               | Reti               | Comp        | Pres        | Reti        | Pres   | Reti   |        |
| ------------------ | ------------------ | ------------------ | ---------- | ---------- | --------------- | --------------- | --------------- | ------------------ | ------------------ | ------------------ | ----------- | ----------- | ----------- | ------ | ------ | ------ |
| 2000-2001          | Estudiantes (LP)   | PD                 | 7          | 0          |                 | -               | -               | -                  | -                  | -                  | -           | -           | -           | 7      | 0      |        |
| 2001-2002          | Estudiantes (LP)   | PD                 | 7          | 1          | -               | -               | -               | -                  | -                  | -                  | -           | -           | -           | 7      | 1      |        |
| 2002-2003          | Estudiantes (LP)   | PD                 | 27         | 3          | -               | -               | -               | -                  | -                  | -                  | -           | -           | -           | 27     | 3      |        |
| 2003-2004          | Estudiantes (LP)   | PD                 | 28         | 4          | -               | -               | -               | -                  | -                  | -                  | -           | -           | -           | 28     | 4      |        |
| 2004-2005          | Estudiantes (LP)   | PD                 | 37         | 20         | -               | -               | -               | -                  | -                  | -                  | -           | -           | -           | 37     | 20     |        |
| 2005-2006          | Estudiantes (LP)   | PD                 | 28         | 5          | -               | -               | -               | CS+CL              | 2+8                | 1+5                | -           | -           | -           | 38     | 11     |        |
| 2006-2007          | Estudiantes (LP)   | PD                 | 36         | 18         | -               | -               | -               | -                  | -                  | -                  | -           | -           | -           | 36     | 18     |        |
| Totale Estudiantes | Totale Estudiantes | Totale Estudiantes | 170        | 51         |                 | -               | -               |                    | 10                 | 6                  |             | -           | -           | 180    | 57     |        |
| 2007-2008          | Real Betis         | PD                 | 30         | 8          | CR              | 2               | 2               | -                  | -                  | -                  | -           | -           | -           | 32     | 10     |        |
| 2008-2009          | Real Betis         | PD                 | 18         | 2          | CR              | 3               | 0               | -                  | -                  | -                  | -           | -           | -           | 21     | 2      |        |
| 2009-2010          | Real Betis         | SD                 | 28         | 6          | CR              | 1               | 1               | -                  | -                  | -                  | -           | -           | -           | 29     | 7      |        |
| Totale Betis       | Totale Betis       | Totale Betis       | 76         | 16         |                 | 6               | 3               |                    | -                  | -                  |             | -           | -           | 82     | 19     |        |
| 2010-2011          | River Plate        | PD                 | 34         | 10         | -               | -               | -               | -                  | -                  | -                  | -           | -           | -           | 34     | 10     |        |
| 2011-2012          | Lanús              | PD                 | 29         | 10         | CA              | 1               | 0               | CS+CL              | 2+8                | 0+4                | -           | -           | -           | 40     | 14     |        |
| 2012-2013          | Cruz Azul          | LMX                | 38         | 20         | CMX             | 2               | 1               | -                  | -                  | -                  | -           | -           | -           | 40     | 21     |        |
| 2013-2014          | Cruz Azul          | LMX                | 35         | 10         | CMX             | 0               | 0               | CCL                | 8                  | 5                  | -           | -           | -           | 43     | 15     |        |
| 2014-gen. 2015     | Cruz Azul          | LMX                | 15         | 4          | CMX             | 0               | 0               | CCL                | 2                  | 0                  | MC          | 3           | 1           | 20     | 5      |        |
| Totale Cruz Azul   | Totale Cruz Azul   | Totale Cruz Azul   | 88         | 34         |                 | 2               | 1               |                    | 10                 | 5                  |             | 3           | 1           | 103    | 41     |        |
| gen.-giu. 2015     | Vélez Sarsfield    | PD                 | 15         | 6          | CA              | 0               | 0               | -                  | -                  | -                  | -           | -           | -           | 15     | 6      |        |
| lug.-dic. 2015     | Racing Club        | PD                 | 14         | 2          | CA              | 4               | 1               | CL                 | 0                  | 0                  | -           | -           | -           | 18     | 3      |        |
| 2016               | Vélez Sarsfield    | PD                 | 10         | 5          | CA              | 2               | 2               | -                  | -                  | -                  | -           | -           | -           | 12     | 6      |        |
| 2016-2017          | Vélez Sarsfield    | PD                 | 26         | 13         | CA              | 0               | 0               | -                  | -                  | -                  | -           | -           | -           | 26     | 13     |        |
| Totale Vélez       | Totale Vélez       | Totale Vélez       | 36         | 18         |                 | 2               | 2               |                    | -                  | -                  |             | -           | -           | 38     | 20     |        |
| 2017-2018          | Estudiantes (LP)   | PD                 | 21         | 4          | CA              | 2               | 1               | CS+CL              | 4+4                | 2+2                | -           | -           | -           | 31     | 9      |        |
| 2018-2019          | Estudiantes (LP)   | PD                 | 21         | 3          | CA              | 1               | 1               | -                  | -                  | -                  | CS          | 2           | 0           | 24     | 4      |        |
| Totale Estudiantes | Totale Estudiantes | Totale Estudiantes | 42         | 7          |                 | 3               | 2               |                    | 8                  | 4                  |             | 2           | 0           | 55     | 13     |        |
| lug.-dic. 2019     | Defensor           | PDP                | 15         | 9          | -               | -               | -               | -                  | -                  | -                  | -           | -           | -           | 15     | 9      |        |
| 2020               | Quilmes            | PBN                | 10+3       | 2+3        | CA              | 0               | 0               | -                  | -                  | -                  | -           | -           | -           | 13     | 5      |        |
| 2021               | Quilmes            | PBN                | 22+5       | 3+1        | -               | -               | -               | -                  | -                  | -                  | -           | -           | -           | 27     | 4      |        |
| 2022               | Quilmes            | PBN                | 33         | 6          | CA              | 3               | 1               | -                  | -                  | -                  | -           | -           | -           | 36     | 7      |        |
| gen.-feb. 2023     | Quilmes            | PBN                | 1          | 0          | CA              | 0               | 0               | -                  | -                  | -                  | -           | -           | -           | 1      | 0      |        |
| Totale Quilmes     | Totale Quilmes     | Totale Quilmes     | 74         | 15         |                 | 3               | 1               |                    | -                  | -                  |             | -           | -           | 77     | 16     |        |
| Totale carriera    | Totale carriera    | Totale carriera    | 579        | 178        |                 | 21              | 10              |                    | 38                 | 15                 |             | 5           | 1           | 643    | 204    |        |

### Cronologia presenze e reti in nazionale
| Cronologia completa delle presenze e delle reti in nazionale ― Argentina | Cronologia completa delle presenze e delle reti in nazionale ― Argentina | Cronologia completa delle presenze e delle reti in nazionale ― Argentina | Cronologia completa delle presenze e delle reti in nazionale ― Argentina | Cronologia completa delle presenze e delle reti in nazionale ― Argentina | Cronologia completa delle presenze e delle reti in nazionale ― Argentina | Cronologia completa delle presenze e delle reti in nazionale ― Argentina | Cronologia completa delle presenze e delle reti in nazionale ― Argentina |
| Data                                                                     | Città                                                                    | In casa                                                                  | Risultato                                                                | Ospiti                                                                   | Competizione                                                             | Reti                                                                     | Note                                                                     |
| ------------------------------------------------------------------------ | ------------------------------------------------------------------------ | ------------------------------------------------------------------------ | ------------------------------------------------------------------------ | ------------------------------------------------------------------------ | ------------------------------------------------------------------------ | ------------------------------------------------------------------------ | ------------------------------------------------------------------------ |
| 18-4-2007                                                                | Mendoza                                                                  | Argentina                                                                | 0 – 0                                                                    | Cile                                                                     | Amichevole                                                               | -                                                                        | 62’                                                                      |
| Totale                                                                   |                                                                          | Presenze                                                                 | 1                                                                        |                                                                          | Reti                                                                     | 0                                                                        |                                                                          |

## Palmarès

### Giocatore

#### Club
- Campionato argentino: 1

Estudiantes: Apertura 2006

#### Individuale
- Capocannoniere del campionato argentino: 1

Clausura 2005 (16 gol)
- Capocannoniere della Coppa Libertadores: 1

2006 (5 gol, a pari merito con Aloísio, Félix Borja, José Luis Calderón, Agustín Delgado, Sebastián Ereros, Ernesto Farías, Fernandão, Marcinho, Daniel Montenegro, Nilmar, Patricio Urrutia, Jorge Quinteros e Washington)